# Eleccions legislatives búlgares de 2005

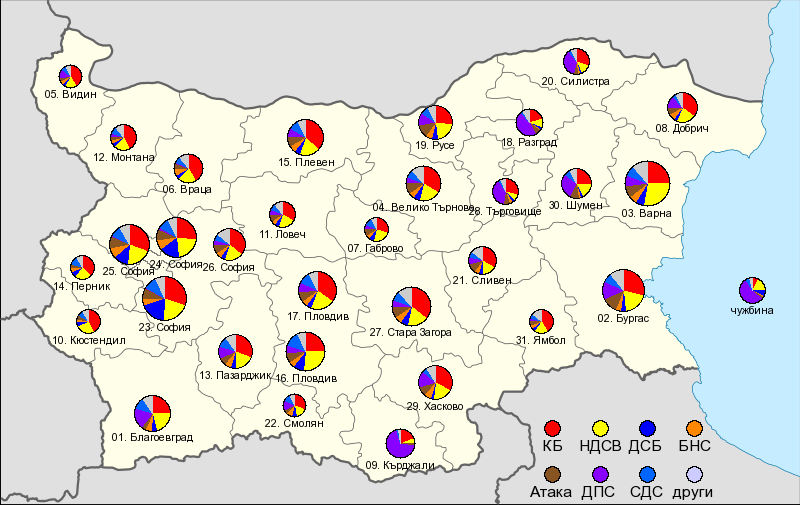
Resultats de les eleccions per constituències

Les eleccions legislatives búlgares de 2005 se celebraren el 25 de juny de 2005 a Bulgària per a renovar els 240 membres de l'Assemblea Nacional de Bulgària. El vencedor fou la Coalició per Bulgària de centreesquerra i el seu cap de llista Serguei Staníxev, cap del Partit Socialista Búlgar fou nomenat primer ministre de Bulgària.
Resultats de les eleccions de 25 de juny de 2005 per a renovar l'Assemblea Nacional de Bulgària 
| Coalicions i partits                                                                                     | Coalicions i partits | Vots      | %     | Escons | +/− |
| --- | --- | --------- | ----- | ------ | --- |
| | Coalició per Bulgària (Koalicija za Bălgarija) - Partit Socialista Búlgar (Bălgarska Socialističeska Partija) - Partit dels Socialdemòcrates Búlgars (Partija Bălgarski Socialdemokrati) - Moviment Polític "Socialdemòcrates" (Političesko Dviženie "Socialdemokrati") - Unió Popular Agrària Búlgara Aleksander Stamboliski (Bălgarski Zemedelski Naroden Săjuz "Aleksandăr Stambolijski") - Unió Civil "Roma" (Graždansko Obedinenie "Roma") - Moviment per l'Humanisme Social (Dviženie za Socialen Humanizăm) - Partit Verd de Bulgària (Zelena Partija na Bălgarija) - Partit Comunista de Bulgària (Komunističeska Partija na Balgarija) | 1,129,196 | 31.0  | 82     | +34 |
| | Moviment Nacional Simeó II (Nacionalno Dviženie Simeon Vtori) | 725,314   | 19.9  | 53     | −67 |
| | Moviment pels Drets i les Llibertats (Dviženie za Prava i Svobodi) | 467,400   | 12.8  | 34     | +13 |
| | Unió Nacional Atac (Nacionalno Obedinenie Ataka) - Moviment Nacional per a la Salvació de la Pàtria (Nacionalno Dviženie za Spasenie na Otečestvoto) - Partit Nacional Patriòtic Búlgar (Bălgarska Nacionalna-Patriotična Partija) - Unió de Forces Patriòtiques i Militars de la Reserva Defensa (Săjuz na Patriotičnite Sili i Voinite ot Zapasa Zaštita) | 296,848   | 8.1   | 21     | +21 |
| | Forces Democràtiques Unides (Obedineni demokratični sili) - Unió de Forces Democràtiques (Săjuz na Demokratičnite Sili) - Partit Democràtic (Demokratičeska Partija) - Unió Popular Agrària Búlgara-Units (Bălgarski Zemedelski Naroden Săjuz-Obedinen) - Moviment del Dia de Jordi (Dviženie Gergiovden) - Moviment per a un Model Públic Igual (Dviženie za ravnopraven model DROM) | 280,323   | 7.7   | 20     | −31 |
| | Demòcrates per una Bulgària Forta (Demokrati za Silna Bălgarija) | 234,788   | 6.4   | 17     | +17 |
| | Unió Popular Búlgara (Bălgarski Naroden Săjuz) - Unió Popular Agrària Búlgara-Unió Popular (Bălgarski Zemedelski Naroden Săjuz-Naroden Săjuz) - Organització Revolucionària Interior Macedònia – Moviment Nacional Búlgar (Vătrešna Makedonska Revoljucionna Organizacija-Bălgarsko Nacionalno Dviženie) - Unió de Demòcrates Lliures (Săjuz na svobodnite demokrati) | 189,268   | 5.2   | 13     | +13 |
| | Altres | 324,050   | 8.8   | 0      | —   |
| | Total (participació 55,8%) | 3,648,177 | 100.0 | 240    |     |
| Vots nuls                                                                                                | Vots nuls | 99,616    |       |        |     |
| Vots vàlids                                                                                              | Vots vàlids | 3,747,793 |       |        |     |
| Vots registrats                                                                                          | Vots registrats | 6,720,941 |       |        |     |
| Font: Centralna Izbiratelna Komisija Arxivat 2011-05-10 a Wayback Machine. i Arxiu Electoral d'Adam Carr | |           |       |        |     |